# La Croix-Comtesse
La Croix-Comtesse è un comune francese di 191 abitanti situato nel dipartimento della Charente Marittima nella regione della Nuova Aquitania.

## Società

### Evoluzione demografica
Abitanti censiti